# June Havoc
June Havoc (8 de novembro de 1912 - 28 de março de 2010) foi uma escritora, dançarina, atriz e diretora de teatro estadunidense, canadense de nascimento. Quando criança era conhecido como "Baby June", atriz de teatro Vaudeville e alguns filmes mudos, também é conhecida por ser irmã de Gypsy Rose Lee, famosa dançarina burlesca. Em 1962 foi retratada no filme Gypsy, além do musical da Broadway, baseados na biografia escrita por Gypsy.

## Filmografia
- Hey There! (1918)
- Four Jacks and a Jill (1942)
- Sing Your Worries Away (1942)
- Hedda Hopper's Hollywood No. 6 (1942)
- Powder Town (1942)
- My Sister Eileen (1942)
- Hello, Frisco, Hello (1943)
- No Time for Love (1943)
- Hi Diddle Diddle (1943)
- Timber Queen (1944)
- Casanova in Burlesque (br: Casanova em Apuros) (1944)
- Brewster's Millions (1945)
- Gentleman's Agreement (1947)
- Intrigue (1947)
- The Iron Curtain (1948)
- When My Baby Smiles at Me (1948)
- Chicago Deadline (1949)
- Red, Hot and Blue (1949)
- The Story of Molly X (1949)
- Mother Didn't Tell Me (1950)
- Once a Thief (1950)
- Follow the Sun (1951)
- Lady Possessed (1952)
- Three for Jamie Dawn (1956)
- The Private Files of J. Edgar Hoover (1977)
- Can't Stop the Music (1980)
- A Return to Salem's Lot (1987)
- Broadway: The Golden Age, by the Legends Who Were There (2003)